# Штучна нирка

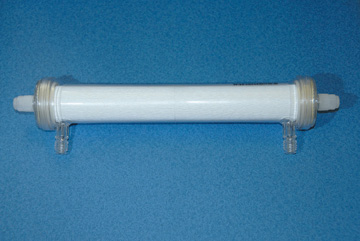
Діалізер, що використовується для гемодіалізу при захворюваннях нирок

Штучна нирка часто використовується як синонім гемодіалізу, але також може відноситись, у більш загальному значенні, до замісної ниркової терапії (не враховуючи ниркову трансплантацію), що використовуються на даний момент, і/або в процесі розробки.
Штучну нирку використовують для очищення крові від продуктів обміну, корекції електролітно-водневого та кислотно-лужного балансів при гострій та хронічній нирковій недостатності. При цьому об'єм крові в межах організму залишається постійним.
У цій статті розглядаються біоінженерні нирки/біоштучні нирки, що були вирощені з ниркових клітинних ліній чи ниркової тканини.

## Історія створення
Розвиток біоштучної нирки знаходиться на перетині регенеративної медицини та замісної ниркової терапії.
Біоштучна нирка має поєднувати в собі гемофільтри, що використовуються в звичайному діалізі, та біореакторний блок, що містить клітини первинних ниркових проксимальних канальців людини. Додавання біореактора призначено для забезпечення гомеостазу, резорбтивної, метаболічної, ендокринної та імуномодулюючої функції нирок, що відсутні в поточній замісній нирковій терапії. Крім того, ці пристрої можуть бути портативними чи імплантованими, що забезпечує постійну підтримку функції хворих нирок.
1913 року американський вчений Джон Абель створив апарат для гемодіалізу, що є прообразом штучної нирки.
Відколи біо-штучна нирка була вперше запропонована у 1987 році Патріком Аебішером, технологія визріла від концепції до клінічних випробувань.
Перший апарат імплантованої штучної нирки був протестований в лабораторних умовах 2004 року вченим Чарльзом Джеггінсом. Тоді ж, в 2004 році, Девідом Хюмесом з Мічиганського університету було повідомлено про безпечне та ефективне використання біо-штучної нирки у хворих з гострою нирковою недостатністю в умовах інтенсивної терапії. Біо-штучна нирка показала метаболічну, ендокринну та імуномодулюючу активність, в тому числі й деградацію глутатіону та зниження прозапальних цитокінів. Наступні стадії досліджень показали підвищення якості життя хворих, лікування яких проводилось із застосуванням біо-штучної нирки, у порівнянні з використанням традиційної замісної ниркової терапії. Проте пізніше дані цих клінічних випробувань було поставлено під сумнів.
У 2010 році в США було розроблено імплантований в організм хворого апарат для гемодіалізу. Апарат, розроблений в Каліфорнійському університеті в Сан-Франциско, має розміри, що відповідають розмірам людської нирки. Імплантат, окрім традиційної системи мікрофільтрів, містить біореактор з культурою тканин ниркових канальців, здатних виконувати метаболічні функції нирки. Прилад не потребує енергозабезпечення та працює за рахунок тиску крові пацієнта. Даний біореактор імітує принцип роботи нирки за рахунок того, що культура клітин ниркових канальців знаходиться на полімерному носію та забезпечує зворотну реабсорбцію води та корисних речовин, як це відбувається в нормі. Це дозволяє значно підвищити ефективність діалізу і повністю відмовитись від трансплантації донорської нирки.
2013 року група вчених під керівництвом Харольда Отто з Центру регенеративної медицини при лікарні м. Массачусетс повідомила про створення штучної нирки біоінженерним методом. Для створення нирки було взято орган мертвого щура, з якого, за допомогою спеціальних розчинів, вимивались клітини та створювався каркас, що складався зі сполучної тканини. Для створення кровоносних судин та фільтрувальних клітин нирки в каркас розміщували клітини, що були отримані з ембріонів щурів. Дослідження показало, що отриманий таким чином штучний орган функціонував та був здатний фільтрувати кров та утворювати сечу як поза тілом, так і після імплантації тваринам. Але він працював значно гірше, ніж нормальна нирка. Аналогічним способом вчені отримали штучну нирку свині та людини, та сподіваються, що в майбутньому буде можливим створення функціонального органу з власних клітин пацієнта.

## Показання до застосування

### Ниркова недостатність
Нирки — це парний життєво-важливий орган, розташований позаду черевної порожнини, приблизно на рівні нижньої частини грудної клітки, що відповідає Т12-L3 хребців хребта. Вони виконують десяток функцій та легко вразливі до пошкоджень. Деякі з цих функцій: фільтрація та виведення продуктів обміну речовин, регуляція кількості електролітів, рідини, стимуляція синтезу еритроцитів, тощо. Нирка фільтрує близько 120—150 літрів крові за добу для виготовлення від 1 до 2 літрів сечі, що складається з відходів та додаткової рідини.
Результатом ниркової недостатності є повільне накопичення продуктів азотистого обміну, солей, води, порушення нормального балансу рН крові.

### Потреба в біоінженерній нирці
За інформацією Інституту нефрології, смертність серед пацієнтів, що лікуються перитонеальним діалізом впродовж року лікування становила 18,45 %, впродовж 3 років лікування — 54,37 %, впродовж 4-5 років лікування — 11,65 %, впродовж 6-10 років лікування -12,62 % і впродовж 11-15 років — 0,97 %.
Діаліз, який потрібно робити цілу ніч шість разів на тиждень, є економічно затратним для більшості країн. Це, а також гостра недостатність донорських органів для трансплантації нирки, спонукали до досліджень в області розробки альтернативних методів лікування, що включають в себе розробку переносних та біоінженерних нирок.

## Запропоновані рішення

### Штучна нирка
Гемодіаліз — спосіб видалення продуктів метаболізму, таких як креатиніну та сечовини, а також вільної води з крові, при гострій нирковій недостатності. Механічний пристрій, що використовується для очищення крові пацієнтів, називається діалізатор, також відомий як штучна нирка. Сучасні діалізатори містять напівпроникні мембрани, що відділяють кров пацієнта, яку потрібно очистити, від очисного розчину. Мембрана представлена капілярними волокнами, всередині яких протікає кров, а ззовні їх омиває очисний розчин. Комбінована площа волокон зазвичай становить 1-2 квадратних метри. Було проведено багато інтенсивних досліджень з метою оптимізації діалізаторів для того, щоб домогтись ефективної передачі метаболітів та відходів з крові в діалізат. Але, на жаль, діалізатор моделює лише першу фазу роботи нирок — фільтрацію. Тому проникність діалізної мембрани обмежується певною розумною величиною, яка дуже відрізняється від проникності природного ниркового фільтра.

### Переносна штучна нирка

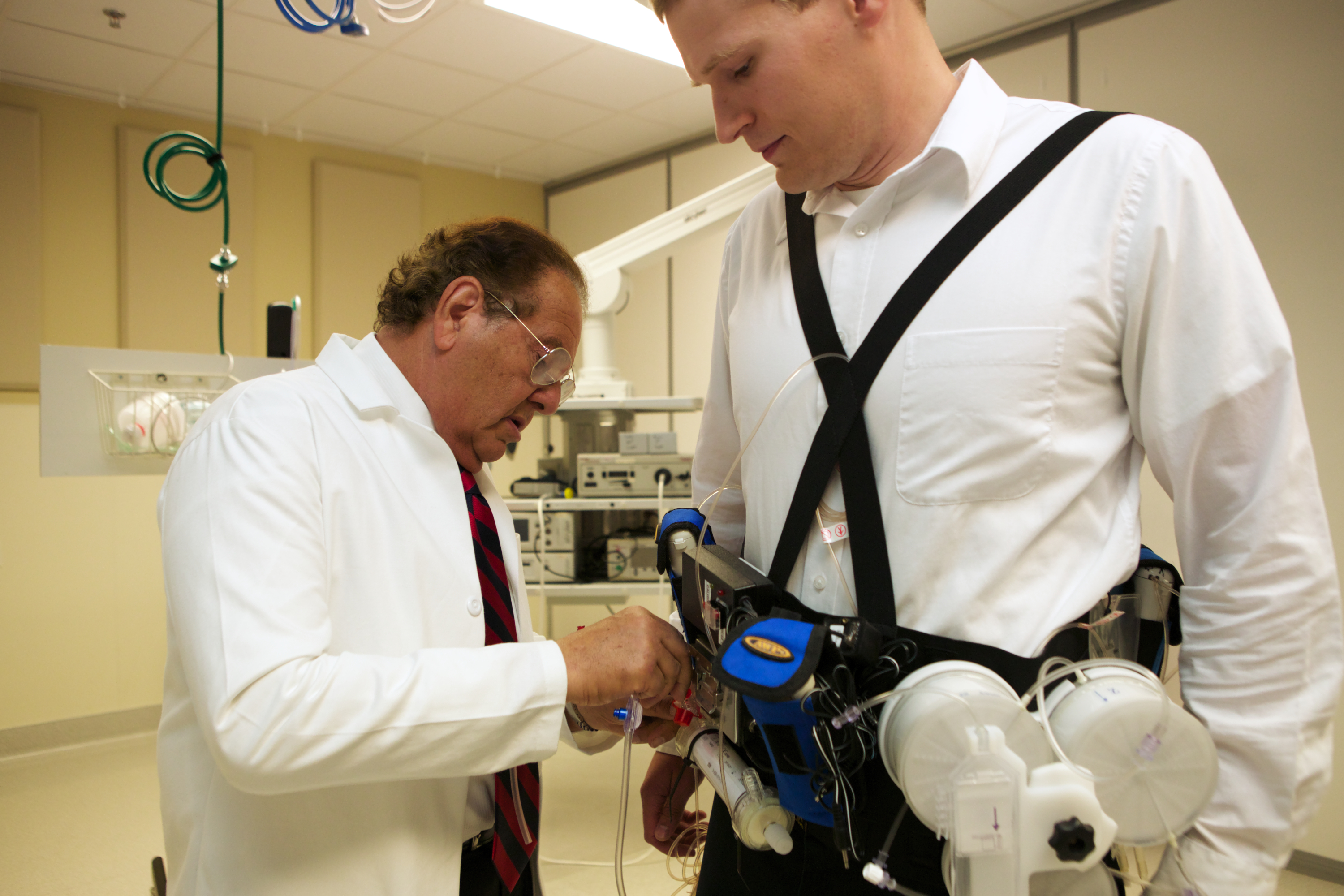
Лікар Віктор Гура допомагає пацієнту одягти переносну штучну нирку

Переносна штучна нирка — це термінальний апарат, який хворий може використовувати щодня або безперервно. До листопада 2008 року препарати переносної штучної нирки не були широко доступними, але багато дослідницьких груп працювали в напрямку розробки таких пристроїв. На даний час створено такий пристрій, що може використовуватись замість пошкодженої нирки. В США FDA ухвалила перші клінічні випробовування переносної штучної нирки на людях, що була розроблена Blood Purification Technologies Inc. в Беверлі-Хіллз, Каліфорнія. Принцип її дії подібний до діалізатора, але побічні продукти можуть вводитись з тіла з сечею.

### Імплантований нирковий переносний пристрій
На даний час не існує життєздатних біоінженерних нирок. І хоча велика кількість досліджень йде повним ходом, існують численні бар'єри для їх створення.
Проте, виготовлення мембрани, що імітує здатність фільтрувати кров, а потім виводити з організму токсини, і в той же час реабсорбувати воду та сіль, дозволить здійснити прорив у розробці переносних та/або імплантованих штучних нирок. Розробка мембрани з використанням технології мікроелектромеханічних систем — це лімітуючий крок у створенні імплантованих, біоштучних нирок.
Сучасні патрони для діалізу занадто великі та вимагають супер-фізіологічного тиску для циркуляції крові, і пори в полімерних мембранах на даний час надто широкі для розподілу речовин за розмірами. Виготовлення кремнієвої, нанопористої мембрани з вузьким розподілом за розмірами пори покращує здатність мембрани до розподілу відфільтрованих та невідфільтрованих молекул. Це також збільшує гідравлічну проникність, дозволяючи порам середнього розміру наблизитися до бажаної здатності мембрани до розподілу.

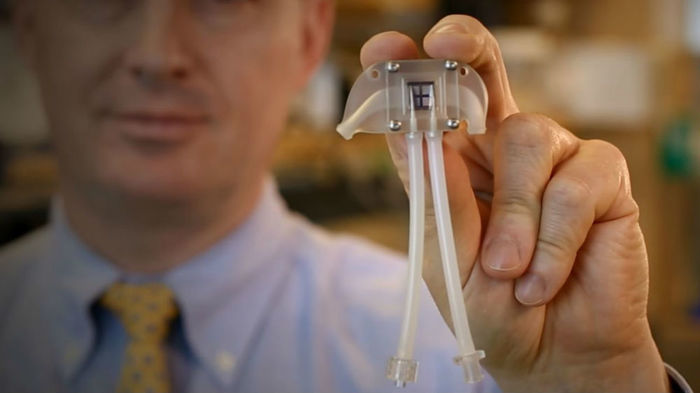
Перший імплантований нирковий переносний пристрій, розроблений Університетом Каліфорнії у Сан-Франциско (UCSF)

У недавніх дослідженнях клітини нирок людини збирали з донорських органів, непридатних для трансплантації, та вирощували їх на цих мембранах. Культивовані клітини покривали мембрану та зберігають всі властивості здорових ниркових клітин. Диференційоване зростання ниркових епітеліальних клітин на основі мікроелектромеханічних систем наводить на думку про те, що найближчим часом придатний для імплантації пристрій може бути створено.
Під керівництвом Університету Каліфорнії в Сан-Франциско прикладено зусилля для створення імплантованої штучної нирки для пацієнтів, що знаходяться на діалізі, та було обрано як один з проектів першої необхідності.
9 квітня 2012 року FDA оголосила, що було обрано три проекти розробки ниркових пристроїв для нової програми, яку було названо Innovation Pathway 2.0, призначеної для того, щоб якнайшвидше впровадити передові технології для лікування хворих з нирковою недостатністю.
Проект розробки штучної нирки, клінічні випробування якого заплановані на 2017 рік, був обраний тому, що його інноваційний потенціал в лікуванні хвороб нирок на останніх стадіях, наразі знаходиться на стадії затвердження комісією FDA.
FDA також буде контролювати розробку пристроїв на ранніх стадіях з метою виявлення та усунення потенційних наукових та нормативних бар'єрів. Мета полягає в тому, щоб покращити загальні шанси успіху цих проектів, при одночасному скороченні часу та вартості розгляду комісією FDA.